# Phytomyza thysselini
Phytomyza thysselini este o specie de muște din genul Phytomyza, familia Agromyzidae, descrisă de Friedrich Georg Hendel în anul 1923.
Este endemică în Germania. Conform Catalogue of Life specia Phytomyza thysselini nu are subspecii cunoscute.